# Žďákovský most

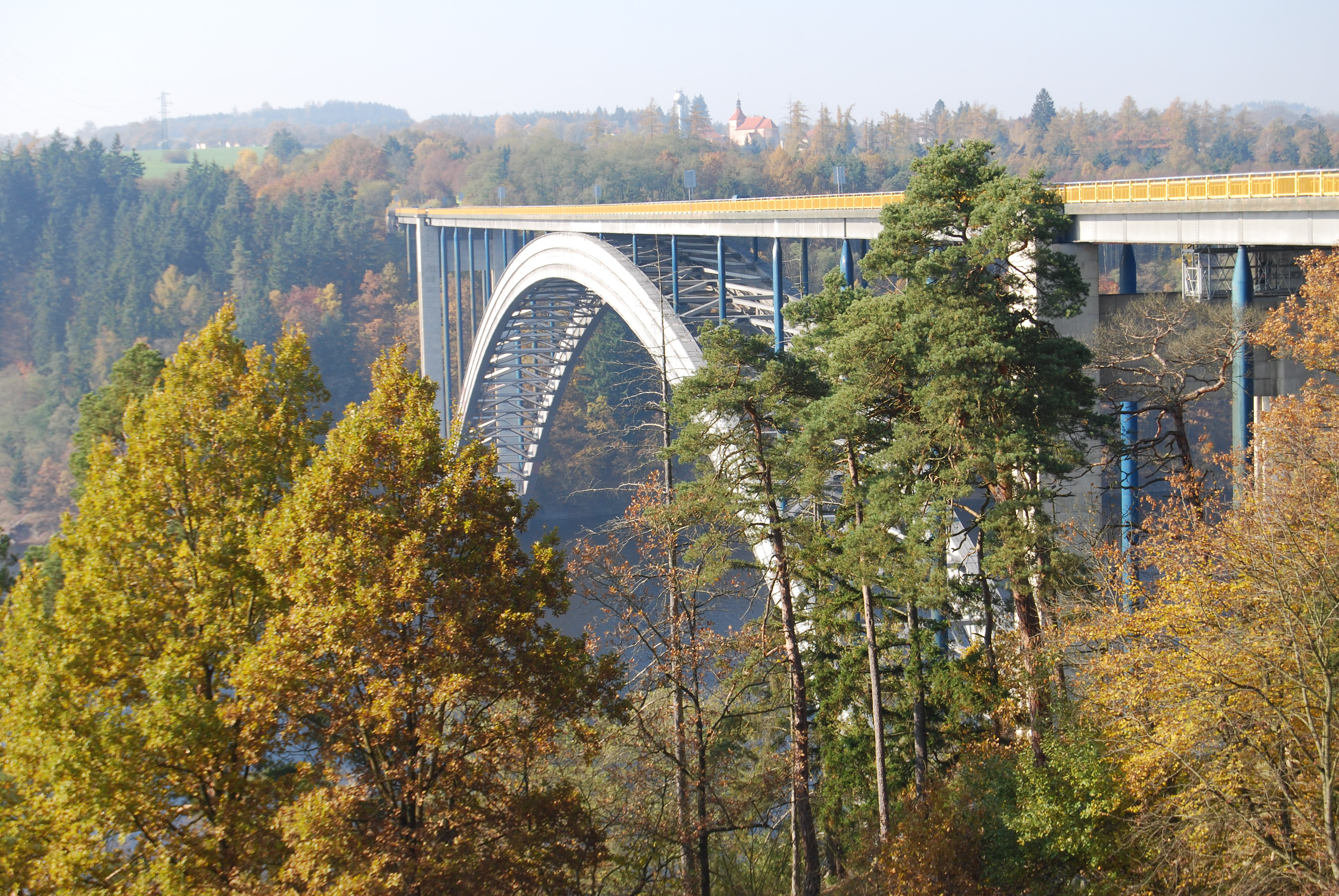
Pohled na most na podzim

Žďákovský most je ocelový obloukový silniční most z roku 1967, který překonává řeku Vltavu v místech Orlické přehrady v okrese Písek, v jižních Čechách. Je součástí silnice I/19 spojující Tábor s Plzní a nachází se asi 15 km západně od Milevska a 12 km východně od Mirovic. Leží mezi vesnicemi Staré Sedlo na levém břehu a Kostelec nad Vltavou na pravém břehu řeky.
Autorem architektonického návrhu byl Karel Vejmelka, hlavním projektantem byl Oskar Oehler. Autorem-projektantem byl Ing. Josef Zeman.

## Historie a charakteristika mostu

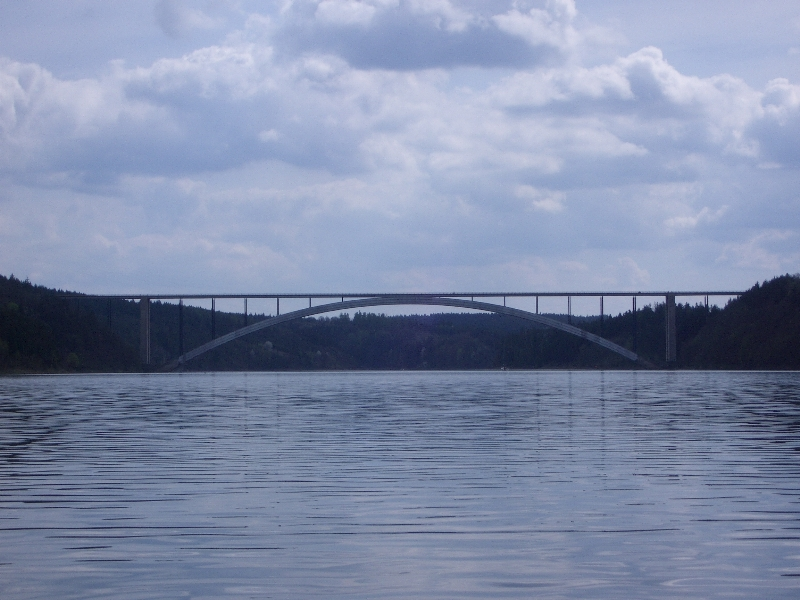
Žďákovský most

Most je pojmenován podle zatopené obce Žďákov u Chrástu. O mostu v těchto místech bylo uvažováno již v roce 1941, ale později byly, vzhledem k dvacetimetrovému vzedmutí hladiny, plány upraveny.
Stavba mostu byla údajně zahájena současně se stavbou hráze Orlické přehrady v roce 1958, ovšem již v roce 1949 se pracovalo na mostních opěrách. Stavba za 71 milionů korun československých byla, po čtyřleté přestávce v letech 1960-4, definitivně dokončena roku 1967. V té době byl odborníky považován za největší prostý plnostěnný dvoukloubový ocelový obloukový most na světě. V současné době je pravděpodobně na 27. místě na světě a své prvenství drží v rámci České republiky. V roce 2001 byla v rámci sympozia Mosty 2001 v Brně udělena Žďákovskému mostu cena Most století v kategorii ocelových silničních mostů.
Z tohoto mostu byly shazovány v sudech oběti tzv. orlických vrahů. Je také často vyhledáván sebevrahy.
V roce 1998 byla zjištěna trhlina v trámu mostovky a posléze i několik dalších trhlin. Most byl tehdy zcela uzavřen pro provoz vozidel, cestující museli na jednom břehu vystoupit z autobusu a na druhé straně mostu nastoupit do jiného. Po odstranění poruch i jejich příčin (pokud se voda dostala do dutin, neměla kudy odtéct a při mrazu poškozovala materiál) byl po dvou měsících opět provoz obnoven.
Kvůli stále většímu provozu kamionů se však most stále více opotřebovával, proto byl na jaře 2010 na mostě zakázán provoz vozidel nad 13 tun, na provedení generální opravy ale mělo chybět asi 400 milionů Kč. V roce 2011 bylo vyhlášeno výběrové řízení, výsledná cena činila oproti původním předpokladům 159 milionů Kč. Kvůli soudním sporům se však s rekonstrukcí začalo až 8. června 2015. Most byl během opravy uzavřen pro veškerou dopravu (s krátkou pauzou v zimě). Ke znovuotevření mostu pro automobilovou a nákladní dopravu došlo 16. září 2016, ale chodcům byl v té době ještě nepřístupný. Oprava mostu byla dokončena na podzim roku 2017.

## Technické údaje
Délka mostu činí 542,91 m. Hlavní oblouk o rozpětí 379,60 m mezi pilíři (330 m mezi klouby) podpírá konstrukci, po níž vede dvouproudá silnice ve výšce 50 m nad hladinou jezera a 100 m nad dnem řeky Vltavy. Hmotnost oblouku je 3 100 t, hmotnost veškeré použité oceli pak 4 116 tun. Autory projektu byly společnosti Pragoprojekt a Hutní projekt Praha. Stavbu provedl podnik Hutní montáže Ostrava-Vítkovice.